# Nikolay Valuev
Nikolay Sergeyevich Valuev (Leningrado, 21 de agosto de 1973) é um ex-pugilista russo, que foi campeão mundial dos pesos-pesados pela Associação Mundial de Boxe.

## Biografia
Medindo 2,18m de altura e chegando a pesar até 140 quilos, Nikolay Valuev começou sua carreira profissional no boxe em 1993, com uma vitória sobre John Morton. Tornou-se campeão russo dos pesos-pesados em 1999, e dois anos mais tarde, campeão pan-asiático dos pesos-pesados.
Conhecido nos ringues como O Gigante Russo, Valuev passou a se tornar em um lutador mais conhecido mundialmente a partir de 2004, depois de ter conquistado o título de campeão intercontinental dos pesos-pesados da Associação Mundial de Boxe. Em seguida, Valuev derrotou seguidamente adversários respeitáveis, tais como Gerald Nobles, Atilla Levin e Clifford Etienne, o que o colocou em posição de desafiar o título mundial dos pesos-pesados.
Dessa maneira, em dezembro de 2005, Valuev subiu ao ringue contra o campeão John Ruiz, em uma luta que durou doze assaltos, ao término dos quais Valuev foi declarado o novo campeão mundial dos pesos-pesados pela Associação Mundial de Boxe.
Uma vez campeão mundial, Valuev defendeu seu cinturão com sucesso nas três lutas seguintes, porém, em sua quarta tentativa de defesa de título, em abril de 2007, Valuev acabou sofrendo sua primeira derrota na carreira para Ruslan Chagaev.
Depois de ter perdido seu título, Valuev pretendia recuperar seu cinturão de novo e, para tanto, em fevereiro de 2008, subiu ao ringue contra o ex-campeão Siarhei Liakhovich, em uma luta eliminatória que daria ao vencedor o direito de desafiar o título de Chagaev. Saindo-se vencedor deste duelo, Valuev começou a se preparar para sua tão desejada revanche, a ser realizada em julho de 2008. No entanto, alegando uma contusão, Chagaev acabou cancelando o combate contra Valuev, o que levou a Associação Mundial de Boxe a programar uma luta entre Nikolay Valuev e John Ruiz, válida pelo cinturão vago dos pesos-pesados. Ocorrida em agosto de 2008, este segundo encontro entre Valuev e Ruiz terminou novamente com a vitória do russo, que assim havia recuperado seu título mundial.
Todavia, no mesmo dia em que anunciava Valuev como seu novo campeão mundial, a Associação Mundial de Boxe também resolveu declarar Chagaev como campeão em recesso, de modo a agendar para maio de 2009 uma luta decisiva entre Valuev e Chagaev. Entretanto, em virtude de problemas de saúde, Chagaev novamente precisou cancelar a luta, o que acabou levando a Associação Mundial de Boxe a rebaixá-lo de campeão em recesso para a posição de primeiro no ranking.
Sem conseguir sua revanche contra Chagaev, Valuev colocou seu cinturão em disputa contra o lendário e veterano Evander Holyfield, à época com 46 anos de idade. A luta entre Valuev e Holyfield, realizada na Suiça, em dezembro de 2008, terminou com uma vitória controversa do russo, que após doze rounds de luta foi apontado como o vencedor do combate pelos jurados. Holyfield saiu apaludido do ringue, ao passo que Valuev sob vaias do público presente.
Quase um ano mais tarde, em novembro de 2009, Valuev fez sua segunda de defesa de cinturão contra o britânico David Haye, todavia, ao contrário do que acontecera em sua luta prévia contra Holyfield, Valuev foi declarado o perdedor nos pontos pelos jurados, o que acabou resultando em sua segunda derrota na carreira.
Após perder seu cinturão, Valuev se afastou dos ringues para tratar de sua saúde, tendo feito duas operações no intuinto de sanar problemas nas suas articulações. 

## Fora dos ringues
Valuev escreveu, com o auxílio do jornalista russo Konstantin Osipov, um livro que foi publicado com o título de "My 12 rounds", o que acabou rendendo a Valuev uma honraria dada pelo governo da cidade de São Petersburgo. Valuev também já estrelou três produções cinematográficas, sendo uma delas o aclamado filme "Kamennaya bashka (Stonehead)", de Filipp Yankovsky, lançado na Rússia em setembro de 2008.

## Ligações internas
- Lista dos campeões mundiais de boxe dos pesos-pesados